# ستيوارت ووكر (موسيقي)
ستيوارت ووكر (بالإنجليزية: Stewart Walker)‏ هو موسيقي ومنتج أسطوانات وملحن أمريكي، ولد في 1974 في تشارلوت في الولايات المتحدة.

## وصلات خارجية
- الموقع الرسمي
- ستيوارت ووكر على موقع ميوزك برينز (الإنجليزية)
- ستيوارت ووكر على موقع أول ميوزيك (الإنجليزية)
- ستيوارت ووكر على موقع ديسكوغز (الإنجليزية)